# I’ll Be Waiting/Blackball
«I’ll Be Waiting/Blackball» — первый сингл американской панк-рок группы The Offspring, вышедшая в 1986 году, на одной пластинке с синглом Blackball. Этот сингл разошёлся тиражом около 1000 копий (возможно больше). После записи этого сингла барабанщик Джеймс Лилья покинул группу. Позже обе песни (I’ll Be Waiting и Blackball) вошли в первый студийный альбом The Offspring.

## Трек-лист[2]
1. «I'll Be Waiting» — 3:12
2. «Blackball» — 3:24

## Факты
1. Песни «I’ll Be Waiting» и «Blackball» вошли в компиляцию «Greatest Hits» в 2005)
2. Студия на которой записывались обе песни названа в честь сорта виски.